# روبرت أوسبورن (لاعب كريكت)
روبرت أوسبورن (4 فبراير 1897 بسيدني في أستراليا - 21 فبراير 1975) (بالإنجليزية: Robert Osborne)‏ هو لاعب كريكت أسترالي.

## وصلات خارجية
- روبرت أوسبورن (لاعب كريكت) على موقع إي آس بي آن كريك إنفو (الإنجليزية)